# Walerian Borowczyk
Walerian Borowczyk (ur. 2 września 1923 w Kwilczu, zm. 3 lutego 2006 w Paryżu) – polski artysta plastyk, scenarzysta i reżyser filmów animowanych oraz pełnometrażowych filmów aktorskich. Scenograf, autor zdjęć i pisarz.
Walerian Borowczyk jest twórcą artystycznego kina erotycznego, a także współtwórcą polskiej szkoły plakatu, polskiej szkoły animacji i pionierem surrealistycznego kina absurdu. Laureat nagród za twórczość plastyczną i filmową, a także honorowych odznaczeń m.in. Złotego Medalu Prezydenta Włoch i nagrody Maxa Ernsta za całokształt twórczości w dziedzinie filmu animowanego.

## Życiorys

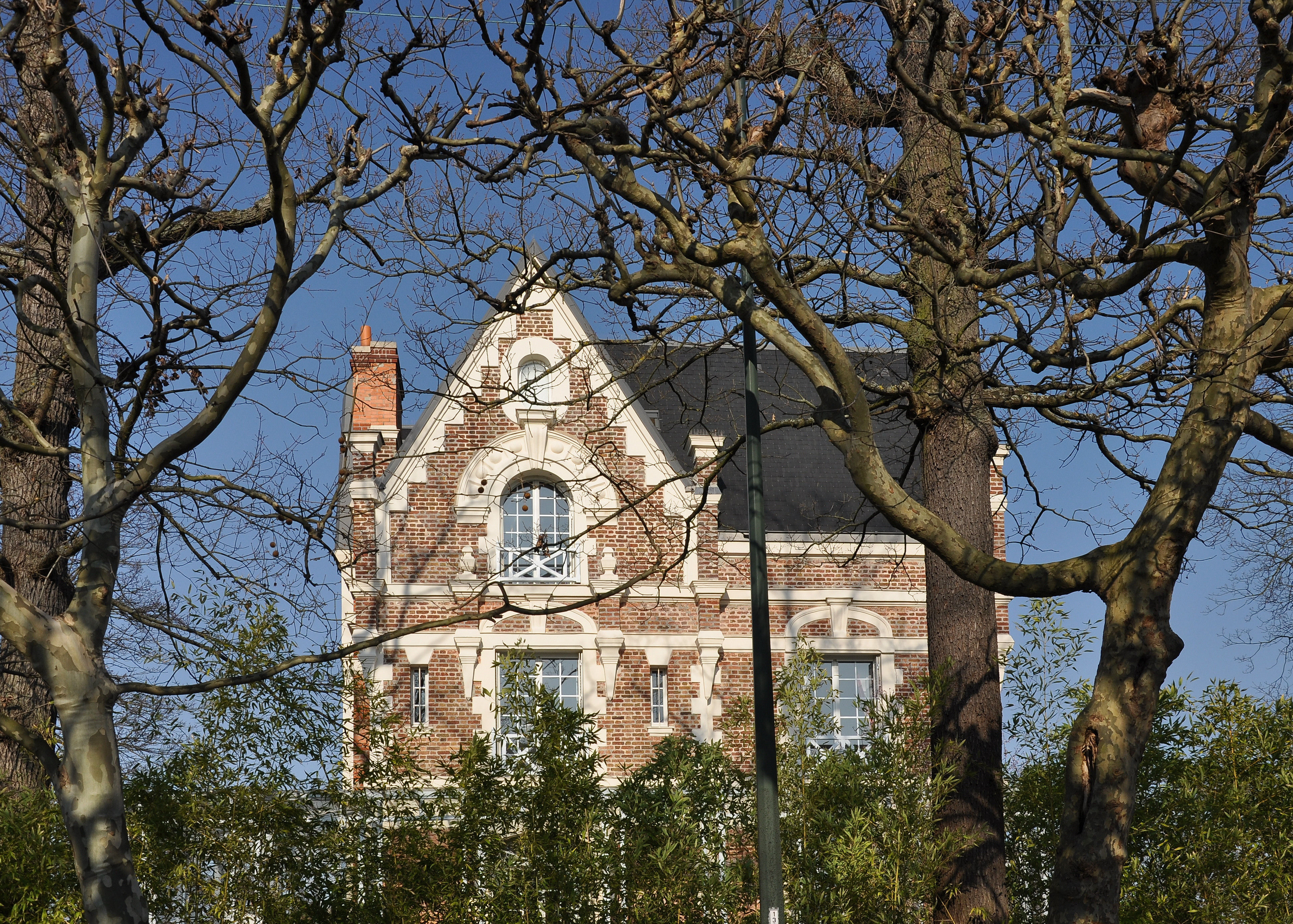
Dom w podparyskiej miejscowości Le Vésinet, w którym artysta mieszkał przez 30 ostatnich lat swojego życia.

Walerian Borowczyk urodził się w rodzinie inspektora kolejowego. Pasją jego ojca Wawrzyńca było malarstwo, co miało wpływ na dalsze losy syna. Borowczyk w dzieciństwie własnoręcznie robił kukiełki i wystawiał przedstawienia dla bliskich.
W czasie II wojny światowej, jako nastoletni chłopak, pracował przymusowo w lubońskich Zakładach Ziemniaczanych. Po wojnie, w wieku 22 lat, rozpoczął w Poznaniu przyspieszoną edukację. Po zdaniu matury chciał rozpocząć studia polonistyczne prowadzone przez Uniwersytet im. Adama Mickiewicza; w poczet studentów przyjęła go jednak Akademia Sztuk Pięknych w Krakowie, na której egzaminy odbywały się we wcześniejszym terminie. Już w czasie studiów na wydziale malarstwa i grafiki projektował plakaty dla teatru i filmu oraz publikował rysunki satyryczne w „Szpilkach”, Nowej Kulturze i Życiu Literackim. Realizował także amatorskie filmy animowane. Dyplom uzyskał w 1951 roku.
Dwa lata później opublikował z Janem Tarasinem album Rysunki satyryczne. W 1956 roku otrzymał Polską Nagrodę Narodową za cykl litografii Nowa Huta. Przełomem okazało się spotkanie w redakcji Szpilek z Janem Lenicą, który był szefem graficznym tego czasopisma. Borowczyk pokazał mu swoje amatorskie filmy animowane i zaraził Lenicę pasją do tego gatunku sztuki; od 1956 roku zajęli się razem filmami animowanymi. W 1957 roku zrealizowali wspólnie film Był sobie raz (ruchomy kolaż wycinanek z papieru), który przyniósł im międzynarodowy rozgłos. Przez kolejne dwa lata zrealizował wspólnie z Lenicą jeszcze kilka innych głośnych tytułów, by w 1959 na stałe przenieść się wraz ze swoją żoną, aktorką Ligią „Branice” Borowczyk do Paryża.
We Francji Borowczyk początkowo realizował kolejne filmy animowane, nadal eksperymentując z wieloma technikami realizacyjnymi, by po kilku latach poświęcić się kinu aktorskiemu mówiącemu o erotyce. W 1966 zrealizował jeszcze krótkometrażowy, za to w pełni aktorski film Rozalia. Scenariusz powstał na kanwie opowiadania Guy de Maupassanta pod tym samym tytułem, a główną rolę zagrała żona Borowczyka – Ligia. Film uhonorowano kilkoma znaczącymi nagrodami, w tym Srebrnym Niedźwiedziem na MFF w Berlinie.
Dwa lata później Walerian Borowczyk zrealizował swój pierwszy pełnometrażowy film Goto, wyspa miłości, w którym główną rolę żeńską również zagrała jego żona.
W 1971 roku Borowczyk zainspirowany Mazepą Juliusza Słowackiego zrealizował we francuskim kostiumie historycznym kolejny swój film – Blanche.
Zrealizowane w 1974 roku Opowieści niemoralne ugruntowały jego pozycję jako największego twórcę artystycznego kina erotycznego. Rok później powierzono mu reżyserię adaptacji powieści Stefana Żeromskiego Dzieje grzechu. W tym samym roku Borowczyk ukończył realizację ostatniego z najbardziej znanych filmów zatytułowanego Bestia na motywach powiadania Lokis Prospera Mériméego.
Przez następne lata kontynuował swą pasję, realizując 10 pełnometrażowych filmów, m.in. Heroiny zła, Lulu, czy Dr Jekyll i kobiety. W jednym z wywiadów powiedział: Erotyka, seks to przecież jedna z najbardziej moralnych stron życia. Erotyka nie zabija, nie unicestwia, nie nakłania do zła, nie prowadzi do przestępstwa. Wręcz przeciwnie: łagodzi obyczaje, przynosi radość, daje spełnienie, sprawia bezinteresowną przyjemność.
Borowczyk był twórcą absolutnym swych filmów, nie tylko reżyserem i scenarzystą, ale też scenografem. Narzucał sposób fotografowania, nawet wybitni operatorzy musieli w pełni mu się podporządkować. Do jednego ze swoich filmów (Owidiusz: Sztuka kochania) sam zrobił zdjęcia, ponieważ nie znalazł odpowiedniego operatora. Borowczyk był również autorem plakatów do swoich filmów, a nawet zwiastunów kinowych. Pod koniec życia zaczął jednak realizować inne młodzieńcze marzenia – pisanie książek. Anatomia diabła to cykl zmysłowych opowiadań, a Moje polskie lata (napisane po francusku) to próba rozrachunku z krainą swej młodości.
Jest jednym z bohaterów książki Jerzego Armaty Anima. Mistrzowie polskiej animacji (wyd. EGoFILM, Warszawa 2025).
Walerian Borowczyk zmarł w wieku 83 lat w podparyskim szpitalu w wyniku komplikacji wywołanych chorobą serca.

## Twórczość

### Ważniejsze prace plastyczne
- - Rysunki satyryczne – album (1953)
  - Nowa Huta – cykl litografii (1953)
  - Korzenie – plakat (1956)
  - Obcy ludzie – plakat (1956)
  - Sąd boży – plakat (1956)
  - Sobór w Konstancji – plakat (1956)
  - Tajemnica dzikiego szybu – plakat (1956)
  - Prawdziwy koniec wielkiej wojny – plakat (1957)

### Filmografia
- Filmy animowane, dokumentalne i fabularne krótkometrażowe
  - Sierpień – Polska 1946
  - Głowa – Polska 1949
  - Magik – Polska 1949
  - Tłum – Polska 1950
  - Żywe fotografie (zrealizowany w Paryżu) – Polska 1955
  - Jesień – Polska 1955
  - Atelier De Fernand Leger (nakręcony we Francji, w pracowni Fernanda Legera)- Polska 1955
  - Dni oświaty (z Janem Lenicą – temat PKF) – Polska 1957
  - Strip-tease (z Janem Lenicą – temat PKF) – Polska 1957
  - Był sobie raz (z Janem Lenicą) – Polska 1957
  - Nagrodzone uczucie (z Janem Lenicą) – Polska 1957
  - Dom (z Janem Lenicą) – Polska 1958
  - Szkoła – Polska 1958
  - Sztandar Młodych (z Janem Lenicą) – Polska 1958
  - Les Astronautes/Astronauci – Francja 1959
  - Terra incognita Francja 1959
  - Le Magicien/Magik – Francja 1959
  - La Tete -Francja 1959
  - La Foule – Francja 1959
  - Les Stroboscopes: Magasins du XIX siecle / Stroboskopy: Magazyny XIX wieku Francja 1959
  - L’ecriture / Pismo- Francja 1960
  - La Boite a musique/Muzyczna walizka – Francja 1961
  - Solitude / Samotność – Francja 1961
  - Les Bibliotheques / Biblioteki – Francja 1961
  - Les Ecoles/Szkoły – Francja 1961
  - Le Concert de M. Et Mme Kabal / Koncert Pana i Pani Kabal – Francja 1961
  - La fille sage / Przyzwoita dziewczyna – Francja 1962
  - L’encyclopedie de grand-maman en 13 volumes / Encyklopedia babuni w 13 tomach – Francja 1963
  - Renaissance / Renesans – Francja 1963
  - Holy smoke – Francja 1963
  - Gancia – Francja 1963
  - Les jeux des anges / Zabawy anołów – Francja 1964
  - Le musee / Muzeum – Francja 1964
  - Le dictionnaire de Joachim / Słownik Joachima – Francja 1965
  - Un ete torride epizod długometrażowego filmu Teatr państwa Kabal – Francja 1965
  - Rosalie / Rozalia (aktorski) – Francja 1966
  - Le Petit poucet / Paluszek – Francja 1966
  - Dyptique / Dyptyk – Francja 1967
  - Le theatre de monsieur et madame Kabal / Teatr państwa Kabal (pełnometrażowy, animowany) – Francja 1967
  - Gavotte / Gawot – Francja 1967
  - Le Phonographe / Gramofon – Francja 1969
  - Une collection particuliere / Wyjątkowa kolekcja – Francja 1973
  - Brief von Paris – Francja 1975
  - Hyper-auto-erotic – Francja 1981
  - Hayaahi – Francja 1981
  - Scherzo infernal / Piekielne scherzo – Francja 1984

- Filmy fabularne, pełnometrażowe
  - Goto l’ile d’amour / Goto, wyspa miłości – Francja 1968
  - Blanche – Francja 1971
  - Contes immoraux / Opowieści niemoralne – Francja 1974
  - Dzieje grzechu – Polska 1975[1]
  - La Bete / Bestia – Francja 1975
  - La Marge / Ulicznica lub Margines – Francja 1976
  - Interno di un convento / Za murami klasztoru – Włochy 1977
  - Les heroines du mal / Heroiny zła – Francja 1979
  - L’armoire nowela w Collections privees /Prywatne kolekcje – Francja 1979
  - Lulu – Francja-RFN-Włochy 1980
  - Docteur Jeckyll et les femmes / Krew doktora Jekylla – Francja 1982
  - Ovide: L’art d’aimer / Owidiusz: Sztuka kochania – Francja-Włochy 1983
  - Emmanuelle V (wspólnie ze Steve’em Barnettem) – Francja 1986
  - Almanach des adresses des demoiselles de Paris i Un traitement merite epizody  „Różowa Seria” – Francja 1986
  - Ceremonie d’amour / Ceremonie miłości – Francja 1988

### Książki
- - Anatomia diabła – zbiór opowiadań (1992)
  - Moje polskie lata – wspomnienia (2002)

## Nagrody
- - III nagroda w dziedzinie grafiki – Ogólnopolska Wystawa Plastyków – Warszawa 1951
  - nagroda państwowa III. stopnia w 1953 roku[10].
  - Polska Nagroda Narodowa – Warszawa 1953 za cykl litografii Nowa Huta
  - „Srebrny Lew Św. Marka” MFFiK Wenecja 1957 za film Był sobie raz
  - III Nagroda Polskiego Festiwalu Filmów Animowanych Warszawa 1958 za film Był sobie raz
  - „Syrenka Warszawska” 1958 – nagroda polskiej krytyki filmowej dla najlepszego filmu krótkometrażowego za film Był sobie raz
  - „Złoty Dukat” – 7. MFFDiO Mannheim 1958 za film Był sobie raz
  - Grand Prix MKFE EXPO 1958 w Brukseli za film Dom
  - Wyróżnienie na MFFK Oberhausen 1960 za film Szkoła
  - Nagroda FIPRESCI na MFFK Oberhausen 1960 za film Astronauci
  - Nagroda Specjalna jury MFF Tours 1963 za film Renesan
  - Nagroda specjalna jury na MFFK Torus 1964 za film Zabawy aniołów
  - Nagroda FIPRESCI na MFFK Oberhausen 1966 za film Słownik Joachima
  - Nagroda MFF Melbourne 1966 za film Słownik Joachim
  - „Srebrny Niedźwiedź” na MFF Berlin 1966 za film Rozalia
  - Wyróżnienie jury młodzieżowego 19. MFF Locarno za film Rozalia
  - „Złoty Smok” MFFK Kraków,67 za film Rozalia
  - „Złoty Dukat” MFF Mannheim 1967 za film Gavotte
  - Nagroda Maxa Ernsta za całokształt twórczości filmowej w dziedzinie filmu animowanego 1967
  - Nagroda im. Georges’a Sadoula, Francja 1968 za film „Goto, wyspa miłości”
  - Grand Prix MFF Berlin 1971 za film Blanche
  - Złoty Medal Prezydenta Włoch – 1971
  - „Złoty Wiek” – nagroda Królewskiego Archiwum Filmowego w Belgii 1974 za film Opowieści niemoralne
  - Catalonian IFF Sitges, Katalonia 1982 za film Dr Jekyll i kobiety